# Frente Democrático de Izquierdas
Frente Democrático de Izquierdas (FDI) va ser una coalició electoral que va formar el Partit del Treball d'Espanya juntament amb altres partits i organitzacions principalment locals com el Partit Socialista Independent, Bloc Socialista Independent, Partit d'Unificació Comunista de Canàries, per a poder-se presentar a les eleccions generals de 1977, ja que no havien estat legalitzats i no van poder presentar-se sota les seves pròpies sigles. Es va presentar en tot Espanya menys a Catalunya on el PTE va arribar a un acord de coalició amb Esquerra Republicana de Catalunya per a formar la coalició electoral Esquerra de Catalunya - Front Electoral Democràtic  que va obtenir un diputat. El seu cap de cartell era Antonio García Trevijano.

## Resultats electorals
| COMUNITAT         | VOTS    | %           |
| ----------------- | ------- | ----------- |
| ANDALUSIA         | 46.249  | 1,58%       |
| ARAGÓ             | 9.611   | 1,47%       |
| ASTÚRIES          | 1.544   | no calculat |
| BALEARS           | 775     | 0,25%       |
| CANÀRIES          | 1.476   | 0,27%       |
| CANTÀBRIA         | 1.633   | 0,64%       |
| CASTELLA I LLEÓ   | 10.677  | 0,77%       |
| CASTELLA-LA MANXA | 4.989   | 0,56%       |
| PAÍS VALENCIÀ     | 10.470  | 0,56%       |
| EXTREMADURA       | 2.229   | 0,42%       |
| GALÍCIA           | 7.373   | 0,65%       |
| RIOJA             | 1.006   | 0,73%       |
| MADRID            | 13.328  | 0,58%       |
| NAVARRA           | 6.631   | 2,57%       |
| PAÍS BASC         | 4.617   | 0,46%       |
| SUMA FDI          | 122.608 | 0,80%       |
| CATALUNYA EC-FED  | 143.954 | 4,72%       |
| TOTAL ESPANYA     | 266.562 | 1,45%       |